# Selçuk Şahin (Fußballspieler, 1983)
Selçuk Şahin (* 26. März 1983 in München) ist ein ehemaliger deutsch-türkischer Fußballspieler.

## Karriere
Şahin kam als Sohn türkischer Gastarbeiter in München zur Welt und erlernte das Fußballspielen in den Jugendabteilungen des FC Bayern München sowie des TSV 1860 München. Mit den Löwen gewann er 2000 den DFB-Pokal der Junioren und spielte ab 2002 auch für dessen Reservemannschaft in der Oberliga Bayern. Im Sommer 2004 ging er weiter zum Verbandsligisten Olympia Laupheim und zur Saison 2005/06 heuerte er beim Oberligisten SSV Ulm 1846 an.
Zu dieser Zeit wurde er von einigen Talentjägern beobachtet. Zur neuen Saison lag ein Angebot vom türkischen Zweitligisten Kartalspor vor und so wechselte er in die Türkei. Anschließend wechselte er 2008 noch zu Hacettepe und spielte hier zwei Spielzeiten lang. Im Sommer 2010 wechselte er dann zum Zweitligisten Orduspor. Hier schaffte er auf Anhieb den Durchbruch zum Stammspieler. 2010/11 gelang ihm mit seiner Mannschaft der Aufstieg in die Süper Lig. In seiner ersten Süper-Lig-Saison verlor er seinen Stammplatz, kam aber als Einwechselspieler auf 17 Ligapartien.
Nachdem Şahin die Hinrunde der Saison 2013/14 vereinslos blieb, heuerte er zur Rückrunde beim Zweitligisten Adanaspor an. Im Sommer 2015 wurde er vom Drittligisten Gümüşhanespor verpflichtet und spielte dort sechs Monate. Nach einem Jahr Vereinslosigkeit stand er dann noch von 2016 bis 2019 beim Bezirksligisten FC Anadolu Bayern in München unter Vertrag.

## Erfolge
- DFB-Pokal der Junioren: 2000